# Myasishchev M-4
O Myasishchev M-4 Molot (em russo:  Молот (Hammer), nome dado pela Força Aérea dos Estados Unidos como "Type 37", e nome pela OTAN: 'Bison'.) é um bombardeiro estratégico quadrimotor projetado por Vladimir Mikhailovich Myasishchev e fabricado pela União Soviética nos anos de 1950 para suprir a necessidade de um bombardeiro capaz de atacar alvos na América do Norte. A empresa Myasishchev foi então formada para construir tal bombardeiro.

## História

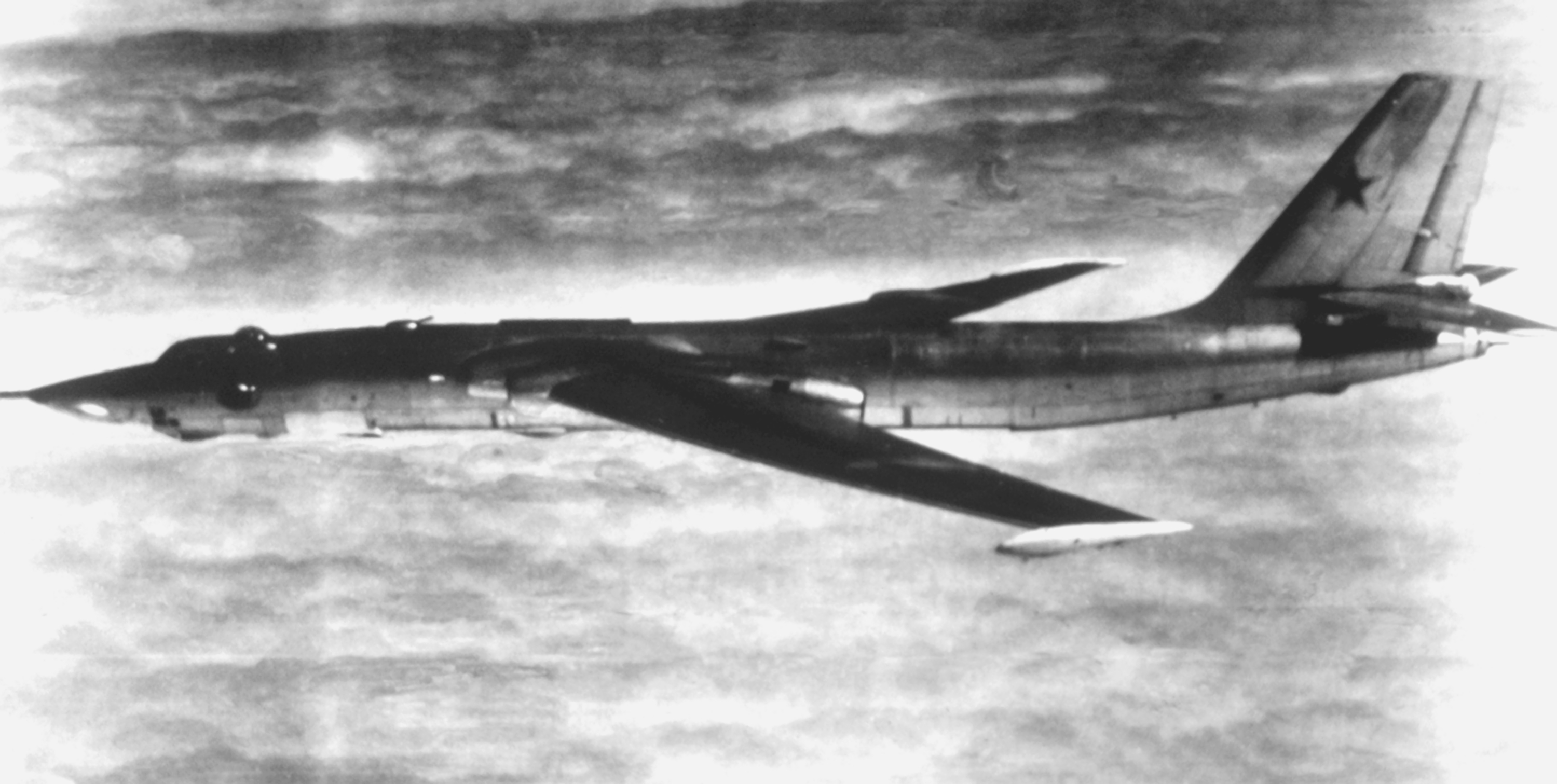
Um Myasishchev M-4 Soviético em 1982.

Vladimir M. Myasishchev cooperou desde 1924 no desenvolvimento e design, de muitos modelos de aviões de combate, porém é mais conhecido por um em especial, o Myasishchev M-4, sendo este o primeiro bombardeiro pesado de largo alcance e quadrimotor, operativo.
O primeiro voo de testes ocorreu a finais de 1953, pouco depois do primeiro voo do Boeing B-52 Stratofortress. O M-4 foi mostrado pela primeira vez ao público na Praça Vermelha de Moscovo, quando efetuou um voo de baixa altitude durante a celebração do Dia do Trabalhador de 1954 e foi filmado por meios de comunicação de todo o mundo.
Devido à aparição de novos mísseis táticos com maior precisão, inseridos em submarinos e barcos de guerra, estes bombardeiros de largo alcance ficaram obsoletos e não se continuou o desenvolvimento de novos modelos de produção em série, devido à sua função muito específica, de atacar objetivos inimigos no caso de uma guerra. Porém recentemente, com os acordos de limitação de armas estratégicas START II, entre a Rússia e os Estados Unidos para destruição de mísseis, iniciou-se um novo programa de desenvolvimento e design, para a construção de novos bombardeiros de largo alcance, que voariam no século vindouro

## Design
É um bombardeiro pesado de longo alcance, monoplano cantilever, com asas enflechadas. Tem um grande leme vertical para ajudar a estabilizar a longa fuselagem, apresentando também uma cauda em flecha; tem duas asas e quatro motores turbojato.
O seu trem de pouso retrátil, grande e pesado, é biciclo e fica posicionado em tandem embaixo da fuselagem, similares ao do ocidental B-52, cada um com um conjunto de quatro rodas, e dois trens de pouso de equilíbrio na ponta das asas, com duas rodas cada um e que são retraídas nas bordas marginais das asas principais.
A fuselagem central é de seção circular e incorpora uma cabine dianteira, uma torreta de metralhadora caudal e um porão volumoso interno de armas em posição ventral, entre os dois trens de pouso. Sua planta motriz compreende quatro motores turbojatos, instalados nas raízes das asas, de 8.700 quilogramas de impulso unitário, como o design do avião de passageiros da Inglaterra o Havilland DH. 106 Comet e a sua versão militar Hawker Siddeley Nimrod.
Seu interior é projetado para levar consigo armas termonucleares percorrendo distâncias intercontinentais para atacar os territórios da Europa e os Estados Unidos, entrou em serviço em 1956 e recebeu o nome codificado da NATO de "Bison-A"; acredita-se que se construíram somente cem aeronaves em todas as suas variantes. O M-4 inicial impressionou aos funcionários soviéticos, porém, rapidamente perceberam que o bombardeiro tinha uma autonomia insuficiente para atacar os Estados Unidos e voltar à União Soviética.
Apenas alguns dos M-4 do modelo original ainda estão em serviço. Alguns dos bombardeiros "Bison-A" foram melhorados para torná-los aviões de abastecimento, com um sistema de provisões de combustível por mangueira flexível, montado no porão de armas.
Para solucionar a falta de autonomia, a Oficina de Design Myasishchev lançou o 3M, conhecido em Ocidente como Bison-B de reconhecimento marítimo, que era bem mais potente que a versão anterior. Este novo modelo voou pela primeira vez em 1955. Além disso, duas das cinco bandejas de artilharia originais foram retiradas para deixar o avião mais leve, também se substituiu a dianteira envidraçada do avião muito comum nos bombardeiros da época, por uma sólida para instalar um radar novo.
Nessa altura, não foi a Força Aérea Soviética (VVS) que estava interessada no 3M, mas a Aviação Naval Soviética (AV-MF). Embora não tivesse a capacidade de bombardear Washigton, D.C., o 3M tinha suficiente autonomia para satisfazer as necessidades de um avião de reconhecimento marítimo de longa distância. Em 1959, o 3M bateu vários recordes mundiais, embora nos países ocidentais achou-se, e continuou a achar-se até 1961, que 3M era o mesmo que o original M-4, pelo que a capacidade dos M-4 foi amplamente sobrestimada polos serviços de inteligência ocidentais.
No início da década de 1960 foi introduzido o novo design melhorado Bison-C, cuja especialidade era a pesquisa por radar. Nesse momento, muitos dos originais M-4 tinham sido modificados para M-4-2, como aviões de abastecimento em voo. Mais à frente, os 3M tornaram-se 3MS-2 e 3MN-2, com as mesmas funções de reabastecimento em voo, uma versão foi especialmente adaptada com dois lemes verticais gêmeos, para carregar um contentor aerodinâmico sobre a sua fuselagem e apoiar o programa espacial soviético, tendo transportado o primeiro protótipo do Buran Shuttle sobre a sua fuselagem central. Os bombardeiros M-4 ou o 3M nunca entraram em combate, e nenhum foi usado para o ataque a baixa altitude, tal como foi feito com alguns B-52, mas cumpriram a sua função de dissuasão nuclear para evitar uma guerra mundial contra ocidente; não foram exportados a nenhum aliado da União Soviética, por sua função muito especializada.
A produção em série do bombardeiro pesado Bison mais moderno findou em 1963, e nesse momento já haviam sido construídos noventa e três aparelhos. O último avião convertido em abastecedor M-4-2 foi retirado de serviço em 1994. O avião Myasishchev VM-T baseou-se no design do avião abastecedor 3MN-2.

## Variantes
- Izdeliye M (Produto M) – Designação do fabricante para a versão SDB, Projeto 25, aeronave M-4.[nota 2]
- SDB (Strategichesky Dalny Bombardirovshchik – Bombardeiro Estratégico de Longo Alcance) – Designação do governo para o Programa M-4.[nota 2]
- [Tema Dvadtsat Pyat] Subject 25 – Designação da Força Aérea Soviética (VVS) para o Programa do Bombardeiro Estratégico.[nota 2]
- Myasishchev M-4 – Designação utilizada para a produção da aeronave. 35 construídos incluindo dois protótipos e uma base estática para testes. (Nome de código na OTAN: Bison-A)[nota 2]
- Myasishchev M-4-2 (a.k.a. M-4-II) – Aeronave M-4 de produção convertida para unidade de reabastecimento aéreo. (Nome de código na OTAN: Bison-A)[nota 2]
- Myasishchev 3M – M-4 melhorado com a instalação de motores Dobrynin VD-7 com maior empuxo e melhor S.F.C. que o motor Mikulin AM-3A. O primeiro protótipo foi convertido de um M-4. (Nome de código na OTAN: Bison-B)[nota 2]
- Myasishchev 3M-5 – M-4 melhorado com a instalação de motores Dobrynin VD-7 com maior empuxo e melhor S.F.C. que o motor Mikulin AM-3A, configurado como plataforma de lançamento para o míssil ar-terra KSR-5. Um protótipo convertido de um bombardeiro 3MN-1, mas outras conversões não foram realizadas devido à vida limitada restante em aeronaves candidatas. (Nome de código na OTAN: Bison-B)[nota 2]
- Myasishchev 3MD – Aeronaves de transporte de mísseis de cruzeiro de produção para transportar um dos mísseis ar-terra P-6, KSR ou Kh-10. Somente nove construídos em 1960 antes de a linha de produção ser fechada e a Myasishchev OKB ser disolvida. (Nome de código na OTAN: Bison-C)[nota 2]
- Myasishchev 3ME – Uma compreensiva atualização de aviônicos foi testada em um único modelo de produção 3ME convertido de um bombardeiro 3M (cód./n: 8301101). Novos equipamentos de navegação e radar e uma completa revisão de sistema de detecção e supressão de incêndio também foi instalada. O protótipo foi danificado além do reparo quando o protótipo Myasishchev M-50 saltou seus calços durante o funcionamento dos motores no solo, atingindo o 3ME e matando um engenheiro. (Nome de código na OTAN: Bison-B)[nota 2]
- Myasishchev 3MS-1 – Nova produção do bombardeiro de de longo alcance capaz de acomodar os motores VD-7 mas equipados com o motor Mikulin RD-3M-500a, RD-3M ou AM-3A devido à falta de VD-7 prontos para voo. (Nome de código na OTAN: Bison-B)[nota 2]
- Myasishchev 3MS-2 – Nova produção para modelos de reabastecimento aéreo capazes de acomodar os motores VD-7 mas equipados com o motor Mikulin RD-3M-500a, RD-3M ou AM-3A devido à falta de VD-7 prontos para voo. Durante os anos de 1970 e 1980 a maioria dos bombardeiros 3MS sobreviventes foram convertidos em tanques para reabastecimento em voo 3MS-2. (Nome de código na OTAN: Bison-B)[nota 2]
- Myasishchev 3MN-1 – A versão inicial de produção do bombardeiro de longo alcance 3MN com motores VD-7 rebaixados para melhorar a confiabilidade após falhas nas lâminas do compressor. (Nome de código na OTAN: Bison-B)[nota 2]
- Myasishchev 3MN-2 – A versão de produção inicial do modelo de reabastecimento em voo 3MN com motores VD-7 rebaixados para melhorar a confiabilidade após falhas nas lâminas do compressor. (Nome de código na OTAN: Bison-B)[nota 2]
- Myasishchev 3MSR-1 – Novo bombardeiro de longo alcance de produção capaz de acomodar os motores VD-7, mas equipado com motores Mikulin RD-3M-500a, RD-3M ou AM-3A devido à falta de VD-7 prontos para voo e equipado com suíte de aviônicos atualizados. (Nome de código na OTAN: Bison-B)[nota 2]
- Myasishchev 3MSN-1 – Vários novos bombardeiros de longo alcance de produção capazes de acomodar os motores VD-7, mas equipados com motores Mikulin RD-3M-500a, RD-3M ou AM-3A devido à falta de VD-7 prontos para voo e equipados com um upgrade suíte de aviônicos. (Nome de código na OTAN: Bison-B)[nota 2]
- [Tema Tridtsat Shestt] Subject 36 – A designação do governo para o M-4 reprojetado. (Nome de código na OTAN: Bison-B)[nota 2]
- VM-T – Três aeronaves 3MN-2 convertidas para voos de carga de grandes dimensões com um grande pod de carga apoiado em suportes acima da fuselagem e grandes aletas retangulares presas às pontas do avião de cauda. Notavelmente usado para transportar o ônibus espacial Buran e componentes do veículo lançador Energia antes que o Antonov An-225 se tornasse disponível.[nota 2]

### Variantes projetadas
- Myasishchev 3M-A – Um derivado de reconhecimento movido a energia nuclear usando um reator de transferência indireta de calor no compartimento de bombas para turbinas a gás nuclear nas raízes das asas, com a tripulação alojada em um cockpit revestido de chumbo sem janelas.[nota 2]
- Myasishchev 3M-M – Um hidroavião proposto com uma fuselagem de casco e flutuadores sob as pontas das asas.[nota 2]
- Myasishchev 3M-R – Uma aeronave de reconhecimento proposta transportando câmeras de reconhecimento de alta velocidade.[nota 2]
- Myasishchev 3M-K – Uma proposta de aeronave de ataque com mísseis estratégicos para transportar o míssil de cruzeiro de longo alcance Kh-20.[nota 2]
- Myasishchev 3MP – O 3MP era um avião-tanque/bombardeiro de troca rápida alternativo projetado, para suportar todas as aeronaves receptoras AV-MF, baseado no 3MD, que não foi continuado devido à cessação da produção do 3MD e fechamento da Myasishchev OKB.[nota 2]
- Myasishchev 3M-T – O 3M-T foi uma tentativa de fazer uma versão conversível de produção de tanque/transportador de mísseis do 3MD, para apoiar o esperado bombardeiro supersônico Myasishchev M-52, Tu-95 e os restantes bombardeiros 3M. Nenhum hardware foi produzido antes do OKB ser fechado em setembro de 1960.[nota 2]

## Operadores
União Soviética
- Força Aérea Soviética
- Aviação Naval Soviética

## Especificações (Myasishchev M-4)

### Características gerais
- Tripulação: 8
- Longitude: 48,7 m (159,8 ft)

Myasishchev M-4

- Envergadura: 50,5 m (165,8 ft)
- Superfície das asas: 326,4 m² (3 512,9 ft²)
- Peso vazio: 79.700 kg
- Peso máximo no descolar: 181.500 kg
- Planta motriz: 4× turbojatos Mikulin AM-3A.

### Desempenho
- Velocidade nunca excedida (Vne): 947 km/h (588 MPH; 511 kt)
- Alcance: 8.100 km
- Alcance em combate: 5 600 km (3 024 nmi; 3 480 mi)
- Teto de voo: 11 000 m (36 089 ft)

### Armamento
- Canhões: 9× canhões de 23 mm NR-23 o 6 canhões de 23 mm AM-23
- Pontos de ancoragem: 4 com uma capacidade de até 24 000 kg em carga interna e externa podendo carregar bombas nucleares ou convencionais.

## Aeronaves similares
- Boeing B-47 Stratojet
- Boeing B-52 Stratofortress
- Rockwell B-1 Lancer
- Dassault Mirage IV
- Avro Vulcan
- Handley Page Victor
- BAC TSR-2
- URSS Tupolev Tu-22